# ديانت (مقاطعة مبارك)
ديانت هي بلدة في مقاطعة مبارك في ولاية قشقداريا في أوزبكستان.